# Johan Eliasch
Johan Eliasch (Stockholm, 1962. február 15. –) svéd származású üzletember, a Head N.V. nemzetközi sporteszköz csoport elnöke és ügyvezetője, az Egyesült Királyság miniszterelnökének egykori különmegbízottja.
Eliasch az Equity Partners, az Aman Resorts és a London Films elnöke; a CV Starr Underwriting Agents igazgatója; az Investcorp Europe nem ügyvezető elnöke. A Foundation for Renewable Energy and Environment (Megújuló Energia és Környezet Alapítvány) elnökségi tagja.
Tanácsadó elnökségi tag a Brasilinvest, Société de Louvre,  Stockholm Resilience Centre, Capstar, Centre for Social Justice (Szociális Igazságszolgáltatás Központ) és a British Olympic Association (Brit Olimpiai Szövetség) szervezetekben. Tagja a londoni, jeruzsálemi és római polgármesterek nemzetközi üzleti tanácsadó testületeinek. A Global Strategy Forum első elnöke, a Kew Foundation kuratóriumának tagja és a Stockholm Egyetem védnöke. A RUSI – brit védelmi és biztonsági bizottság – Élelmezési-, Energia- és Vízbiztonsági programjának elnöke.

## Politikai tevékenysége
Johan Eliasch 2007 és 2010 között a brit kormány tagja volt Gordon Brown miniszterelnök erdőpusztulással és környezetbarát energiával foglalkozó különmegbízottjaként. 1999 és 2007 között a brit konzervatív pártban többféle feladatot látott el: volt megbízott pénztárnok (2003–2007), az ellenzéki vezetők (William Hague and Iain Duncan Smith) különleges tanácsadója és árnyék-külügyi titkár (Lord Michael Howard, Francis Maude és Michael Ancram mellett) (1999–2006). Az Árnyékkülügy csoport tagjaként 2003 és 2006 között hozzá tartozott az árnyék nemzetközi kapcsolatok. 2006-ban Michael Ancrammel megalapították a Global Strategy Forum (Globális stratégiai fórum) nevű nemzetközi ügyekkel foglalkozó agytrösztöt, melynek jelenleg is elnöke. Tagja volt az osztrák elnök melletti Üzleti és Ipari Állam delegációjának 1996-tól 2006-ig. 1979 és 1982 között elnöke volt a djursholmi Fiatal Konzervatívok pártnak Svédországban.

## Környezetvédelem
Johan Eliasch 2005-ben létre hozta az Esőerdő Alapot (Rainforest Trust) és környezetmegóvási céllal megvásárolt (kb. 14 millió dollárért) az amazonasi esőerdők közepén, a Madeira-folyóhoz közel egy 1 600 km²-es esőerdőt a helyi fafeldolgozó cégektől.
2006-ban társaival megalapította a Cool Earth szervezetet, ami a helyi veszélyeztetett esőerdőket védő civil szervezeteket  támogatja több, mint 120 000 taggal.
2007-ben a Nagy-Britannia kormányának megbízásával független tanulmányt készített a nemzetközi pénzügyi támogatások és az erdőmegóvás globális felmelegedésre gyakorolt hatásainak kapcsolatáról; az „Eliasch jelentés”, melyet Gordon Brown miniszterelnök 2008 októberében  hozott nyilvánosságra a nemzetközi klímaváltozásról szóló találkozó részeként képezte az alapjait a későbbi REDD (Reduced Emissions from Deforestation and Degradation) egyezménynek.

## Fordítás
- Ez a szócikk részben vagy egészben  a   Johan_Eliasch című angol Wikipédia-szócikk ezen változatának fordításán alapul.  Az eredeti cikk szerkesztőit annak laptörténete sorolja fel. Ez a jelzés csupán a megfogalmazás eredetét és a szerzői jogokat jelzi, nem szolgál a cikkben szereplő információk forrásmegjelöléseként.